# Venezuela op de Olympische Zomerspelen 1976
Venezuela nam deel aan de Olympische Zomerspelen 1976 in Montréal, Canada. De bokser Pedro Gamarro won de eerste zilveren medaille voor Venezuela ooit.

## Medaillewinnaars

### 2Zilver
- Pedro Gamarro - Boksen, mannen weltergewicht

## Deelnemers en resultaten per onderdeel

### Boksen
Mannen lichtvlieggewicht (- 48kg)
- Armando Guevara
  1. Eerste ronde - versloeg Eduardo Baltar (PHI), 5:0
  2. Tweede ronde - versloeg Dietmar Geilich (GDR), 5:0
  3. Kwartfinale - verloor van Li Byong-Uk (PRK), 2:3

### Wielersport
Mannen individuele wegwedstrijd
- Ramón Noriega - 5:03:13.0 (→ 53e plaats)
- José Ollarves - 5:07:09.0 (→ 58e plaats)
- Justo Galaviz - niet gefinisht (→ niet geklasseerd)
- Nicolas Reidtler - niet gefinisht (→ niet geklasseerd)

Amerikaanse Maagdeneilanden · Andorra · Antigua en Barbuda · Argentinië · Australië · Bahama's · Barbados · België · Belize · Bermuda · Bolivia · Bondsrepubliek Duitsland · Brazilië · Bulgarije · Canada · Chili · Colombia · Costa Rica · Cuba · Denemarken · Dominicaanse Republiek · Duitse Democratische Republiek · Ecuador · Egypte · Fiji · Filipijnen · Finland · Frankrijk · Griekenland · Groot-Brittannië · Guatemala · Haïti · Honduras · Hongarije · Hongkong · Ierland · IJsland · India · Indonesië · Iran · Israël · Italië · Ivoorkust · Jamaica · Japan · Joegoslavië · Kaaimaneilanden · Kameroen · Koeweit · Libanon · Liechtenstein · Luxemburg · Maleisië · Marokko · Mexico · Monaco · Mongolië · Nederland · Nederlandse Antillen · Nepal · Nicaragua · Nieuw-Zeeland · Noord-Korea · Noorwegen · Oostenrijk · Pakistan · Panama · Papoea-Nieuw-Guinea · Paraguay · Peru · Polen · Portugal · Puerto Rico · Roemenië · San Marino · Saoedi-Arabië · Senegal · Singapore · Sovjet-Unie · Spanje · Suriname · Thailand · Trinidad en Tobago · Tsjecho-Slowakije · Tunesië · Turkije · Uruguay · Venezuela · Verenigde Staten · Zuid-Korea · Zweden · Zwitserland